# Exodus (EP)
Exodus – EP szwajcarskiego zespołu Samael wydane 2 czerwca 1998 r. przez wytwórnię Century Media. Utwory z tej płyty powstały podczas sesji nagraniowej płyty Passage.

## Lista utworów
1. "Exodus" – 3:48
2. "Tribes Of Cain" – 3:33
3. "Son Of Earth" – 4:37
4. "Winter Solstice" – 3:33
5. "Ceremony Of Opposites" – 5:03
6. "From Malkuth To Kether" – 4:31
7. "Static Journey (hidden track)" – 3:46

## Twórcy
- Vorph - gitara, wokal;
- Kaos - gitara;
- Masmiseim - gitara basowa;
- Xy - instrumenty klawiszowe, programowanie.

Autorem tekstów jest Vorph, muzykę napisał Xy.